# 王邦俊
王邦俊（1546年—1616年），字士賢，又字虞卿，號壺嶺，陝西延安府鄜州人，民籍，明朝政治人物。同進士出身。

## 生平
萬曆元年（1573年）癸酉科陝西鄉試第四十六名，萬曆二年（1574年）甲戌科會試第二百七十三名，登三甲第一百四十一名進士。初任四川重庆府推官，入为兵部职方司主事，升武选司员外郎、车驾司郎中，历官湖广按察司佥事，养病期间，编纂首部《鄜州志》。十五年八月调任山东佥事、整饬宁前兵备兼管屯田点闸事务，升布政司右参议兼佥事，二十二年七月起补本省、分巡辽海东宁，二十三年三月升右参政，称病归。二十七年播州楊應龍反，補貴州兵备，以母亲年九十三推辞，不允，遂赴任，以軍功升级加俸，遂以终养乞休归，丁母憂，服闋，二十九年五月起補山西右参政，昌平兵备，三十五年五月加山西右布政使兼副使，三十八年八月升都察院右佥都御史、整饬蓟州等处边备兼巡抚顺天等府地方，三十九年十二月准回籍调理，病痊起南京别衙门用。归乡后营治别墅于郭家庄，附近有杜甫故居，大書刻石曰“少陵舊游”。70岁病卒于家。

## 家族
曾祖王恕；祖父王鳳儀，曾任監生；父王瀾，曾任歲貢生。母雷氏。具庆下。弟李邦秀，官鄆城知縣。子三人：兆齡、京齡、元齡。